# مرکز خرید مینا
مرکز خرید مینا (انگلیسی: Minna Shopping Center، فنلاندی: Kauppakeskus Minna) یک بازار بزرگ در مرکز شهر کوئوپیو، فنلاند است. این مرکز خرید در منطقه مولتی‌مکی در امتداد خیابان‌های Haapaniemenkatu و Minna Canthin katu واقع شده است. این مرکز خرید به نام نویسنده محلی مینا کانت نامگذاری شده است. همسایگان آن شامل H-Talo و ایسوسه هستند.
این مرکز در ابتدا توسط انجمن بازرگانان و کارآفرینان کوپیو (فنلاندی: Kuopion kauppiaat ja yrittäjät ry) ساخته شد و پس از مراحل طولانی در سال ۱۹۸۸ تکمیل شد. این مرکز خرید که در ابتدا به عنوان یک فروشگاه بزرگ ساخته شده بود، از نام «Savon City» استفاده می‌کرد، اما پس از ورشکستگی در اوایل دهه ۱۹۹۰ و تغییر مالکیت. امروزه، این مرکز خرید مانند مرکز خرید مجاور آن، ایسوسه، متعلق به کوا، موسسه مالی بازنشستگی بخش دولتی است.